# Lycaena moneta
Lycaena moneta är en fjärilsart som beskrevs av Paul Mabille 1890. Lycaena moneta ingår i släktet Lycaena och familjen juvelvingar. Inga underarter finns listade i Catalogue of Life.